# العلاقات الإستونية الكورية الجنوبية
العلاقات الإستونية الكورية الجنوبية هي العلاقات الثنائية التي تجمع بين إستونيا وكوريا الجنوبية.

## مقارنة بين البلدين
هذه مقارنة عامة ومرجعية للدولتين:
| وجه المقارنة                                              | إستونيا                                                                             | كوريا الجنوبية                                                          |
| --------------------------------------------------------- | ----------------------------------------------------------------------------------- | ----------------------------------------------------------------------- |
| المساحة (كم2)                                             | 45.34 ألف                                                                           | 100.30 ألف                                                              |
| عدد السكان (نسمة)                                         | 1.32 مليون                                                                          | 51.47 مليون                                                             |
| الكثافة السكانية (ن./كم²)                                 | 29.11                                                                               | 513.16                                                                  |
| العاصمة                                                   | تالين                                                                               | سول                                                                     |
| اللغة الرسمية                                             | اللغة الإستونية                                                                     | اللغة الكورية                                                           |
| العملة                                                    | يورو، كرون إستوني، كرون إستوني، المارك الإستوني                                     | وون كوري جنوبي                                                          |
| الناتج المحلي الإجمالي (بليون دولار)                      | 25.92 مليار                                                                         | 1.53 تريليون                                                            |
| الناتج المحلي الإجمالي (تعادل القوة الشرائية) بليون دولار | 38.11 مليار                                                                         | 1.75 تريليون                                                            |
| الناتج المحلي الإجمالي الاسمي للفرد دولار أمريكي          | 17.79 ألف                                                                           | 27.22 ألف                                                               |
| الناتج المحلي الإجمالي للفرد دولار أمريكي                 | 28.14 ألف                                                                           |                                                                         |
| مؤشر التنمية البشرية                                      | 0.871                                                                               | 0.901                                                                   |
| رمز المكالمات الدولي                                      | +372                                                                                | +82                                                                     |
| رمز الإنترنت                                              | .ee                                                                                 | .kr                                                                     |
| المنطقة الزمنية                                           | ت ع م+02:00، ت ع م+03:00، توقيت شرق أوروبا، أوروبا/تالين ‏، توقيت شرق أوروبا الصيفي ‏ | توقيت كوريا الجنوبية، ت ع م+09:00، آسيا/سيول ‏، ت ع م+08:00، ت ع م+08:30 |

## منظمات دولية مشتركة
يشترك البلدان في عضوية مجموعة من المنظمات الدولية، منها:
| علم المنظمة | اسم المنظمة                               | تاريخ انضمام إستونيا | تاريخ انضمام كوريا الجنوبية |
| ----------- | ----------------------------------------- | -------------------- | --------------------------- |
|             | مؤسسة التمويل الدولية                     | 9 أغسطس 1993         | 16 مارس 1964                |
|             | مجموعة أستراليا                           | 2004                 | 1996                        |
|             | يونسكو                                    | 14 أكتوبر 1991       | 14 يونيو 1950               |
|             | مجموعة الموردين النوويين                  | ?                    | ?                           |
|             | الوكالة الدولية للطاقة                    | ?                    | ?                           |
|             | مؤسسة التنمية الدولية                     | 11 أكتوبر 2008       | 18 مايو 1961                |
|             | منظمة التعاون الاقتصادي والتنمية          | ?                    | 12 ديسمبر 1996              |
|             | المركز الدولي لتسوية المنازعات الاستشارية | 23 يوليو 1992        | 23 مارس 1967                |
|             | وكالة ضمان الاستثمار متعدد الأطراف        | 24 سبتمبر 1992       | 12 أبريل 1988               |
|             | منظمة حظر الأسلحة الكيميائية              | ?                    | ?                           |
|             | الأمم المتحدة                             | 17 سبتمبر 1991       | 17 سبتمبر 1991              |
|             | منظمة الشرطة الجنائية الدولية             | ?                    | ?                           |
|             | البنك الدولي للإنشاء والتعمير             | 23 يونيو 1992        | 26 أغسطس 1955               |
|             | الفريق المعني برصد الأرض                  | ?                    | ?                           |
|             | الاتحاد البريدي العالمي                   | ?                    | ?                           |
|             | منظمة التجارة العالمية                    | ?                    | ?                           |
|             | المنظمة الهيدروغرافية الدولية             | ?                    | ?                           |

## وصلات خارجية
- موقع وزارة الخارجية الإستونية
- موقع وزارة الخارجية الكورية الجنوبية